# 小行星25778
小行星25778（25778 Csere）是一颗绕太阳运转的小行星，为主小行星带小行星。该小行星于2000年2月4日发现。

## 轨道参数
小行星25778的轨道半长轴为3.2382963 UA，离心率为0.143。